# Keymarket
Keymarket fue una cadena chilena de supermercados, cuyo origen fue establecido en la Región del Biobío. Fue adquirido por Southern Cross Group en 2008, acabando así con la marca Keymarket.

## Historia
El origen de Keymarket se remonta a la década de los cincuenta, cuando dos inmigrantes de origen italiano, Vittorio Repetto y Rosa Cassinelli, se instalaron en la ciudad de Concepción, en un pequeño almacén de provisiones y abarrotes. Con la llegada de la segunda generación, sus hijos Andrés y Santiago Repetto, abrieron el Supermercado Santiago y con la llegada de la tercera generación, en la década de los '80, se vieron en la necesidad de implementar un sistema de supermercados amplio para la época, iniciándose la construcción para la primera sala de venta en Concepción, con 4000 mt2, ubicada en la calle Caupolicán. Así nació Keymarket, cuyo eslogan era "La llave para la economía del hogar".
Al poco tiempo, se inició un plan de expansión, abriendo locales en Talcahuano, Coronel, Tomé, San Pedro de la Paz y Chiguayante. Más tarde se abrieron más locales en Chillán, Viña del Mar, Reñaca y San Carlos. También abrieron en las Provincias de Arauco, Ñuble y Bío Bío.
En agosto de 2008, la cadena es adquirida por Southern Cross Group, operador de La Polar, que también adquirió las cadenas Diproc, Tucapel, Muñoz Hermanos, Bigger y FullFresh Market, y en 2010 fue relanzada y rebautizada como Supermercados Bigger, lo cual duró por un corto tiempo hasta que se fusionó con Unimarc. En agosto de 2014, 6 locales de Unimarc en la Región del Bío-Bío, nuevamente comenzaron a funcionar como Bigger.